# Attacus atlas
A mariposa-atlas, ou borboleta-atlas ou atlas-gigante (Attacus atlas) é uma mariposa de grandes dimensões da família Saturniidae, encontrada nas florestas tropicais e subtropicais do sudeste asiático, sul da China, comum ao longo do arquipélago malaio, da Tailândia à Indonésia. Na Índia, as mariposas-atlas são cultivadas por sua seda em uma capacidade não comercial. Ao contrário daquela produzida pela mariposa com parentesco tipo bicho-da-seda (Bombyx mori), a seda da mariposa-atlas é secretada como vertentes descontínuas. Essa seda, parecida com algodão, de cor marrom, é tida como de grande durabilidade e é conhecida como fagara. Os casulos da mariposa-atlas são utilizados como bolsas em Taiwan.
As mariposas-atlas são consideradas as maiores mariposas do mundo em termos de área de superfície total da asa (para mais de 400 cm²). Sua envergadura também é considerada entre as melhores, de 25–30 cm. As fêmeas são razoavelmente maiores e mais pesadas.
A maior espécie de Lepidoptera, em termos de envergadura, é tida como sendo a Feiticeira-branca (Thysania agrippina). Um espécime de Attacus atlas de Java media 262 mm enquanto se afirma que a Thysania tenha entre 270-280 mm. Baseado em algumas espécimes espalhados e ângulo da asa, a medida real de 289 mm foi estimada.
As mariposas-atlas são tidas como nomeadas em homenagem ao titã da mitologia grega, Atlas, ou por suas asas com padrões tipo mapas. Em Hong Kong, o nome cantonês traduz como "mariposa da cabeça de cobra", se referindo à extensão da asa anterior, que gera uma leve semelhança a uma cabeça de cobra.